# Revista Escáner Cultural
"Escáner Cultural, Revista virtual de arte contemporáneo y nuevas tendencias", es una publicación electrónica mensual de artes, vanguardias y contingencia social, fundada en 1999 en Santiago. Se publica de manera gratuita en Internet, gracias a la colaboración de un equipo conformado por alrededor de treinta columnistas.
Entre sus planteamientos declara que: 

Su interés principal se centra en difundir la obra de creadores alternativos que desarrollen un trabajo serio, constante e innovador.
Línea editorial 

Proclama ser un proyecto alternativo de arte, pluralista y participativo por lo que busca ser independiente y autónomo no asociándose a organismos gubernamentales o empresariales. Sus obras se publican bajo licencia libre en Creative Commons, por una comunidad virtual en un modelo de autoedición, donde cada autor puede participar y crear dentro del respeto a unas "pautas básicas" de convivencia y de formato.

## Historia
Escáner Cultural es la revista electrónica de Arte y Cultura más antigua de Sudamérica.[cita requerida] De publicación mensual, contiene una gran variedad de manifestaciones artístico-culturales, principalmente relacionadas con las artes visuales y el uso de nuevas tecnologías en el arte. Comenzó en enero de 1999, fue creada por Isabel "Yto" Aranda quien fue su directora desde sus inicios hasta fines de 2013. Desde 2004 que Marcela Rosen Murúa es la subdirectora y desde enero de 2014 es la directora.
Historia de su implementación desde 1999 hasta 2006 era completamente editada en Html (trabajo arduo de la directora que era también la web master), a inicios de 2007 cambió a la web 2.0 (hasta 2010 la portada se subía en Html) usando el CMS Drupal plataforma de licencia libre GNU/GPL, con el que cada columnista edita y publica su artículo y los lectores pueden dejar comentarios.
Desde sus inicios ha sido auto-subvencionada por la dirección y por los columnistas que escriben sin recibir pago alguno.
En 2010 ganó un concurso Fondart con el proyecto "Reestructuración de la revista Escáner Cultural a 12 años de existencia" con el fondo financió el hosting y el dominio por muchos años, reestructuró el sitio, actualizó el CMS Drupal de 5.0 a 6.0, editó un libro "Escáner Cultural !12 años!" y lo envió a los columnistas de Chile y del extranjero y a bibliotecas municipales y de centros culturales de todo Chile.

## Directorio
- Directora: Marcela Rosen Murúa
- Fundadora y Consejera : Isabel «Yto» Aranda Mansilla
- Programador: 	David Pineda
- Asesora: Aída Gatica
- Periodista: Fernanda Schorr